# Rinaldo di Capua
Rinaldo di Capua (Càpua, 1705 - Roma, 1780) fou un compositor italià.
Va compondre a Viena, als disset anys, la seva primera òpera Ciro riconosciuto, i la seva última obra d'aquest gènere, La donna vindicativa, a Roma, a finals de 1771. El catàleg de les seves composicions inclou 20 òperes, però les més renomenades foren Ciro riconousciuto i Vologesso, Re de Parti. Del gènere religiós no apareix aquest catàleg sinó una Cantata per la Natività della Beata Vergine (Roma, 1747).
S'ha atribuït a Rinaldo di Capua la invenció del recitat acompanyat: però, segons Burney, aquesta troballa correspon a Scarlatti. Potser, Rinaldo di Capua només pretenia ser un dels primers que introduïren els ritornellos llargs, o simfonies, en els recitats de gran intensitat dramàtica (amor apassionat o tristesa extrema), per expressar o descriure allò que seria ridícul encomanar a la veu cantant.
Malgrat que la seva tècnica harmònica resulta generalment defectuosa, es té en Rinaldo di Capua per un dels millors músics de l'època, no tan sols pel vigorós del seu estil, sinó per la puresa de la seva idea melòdica.